# Dossier Odessa
Dossier Odessa (The Odessa File) è un romanzo thriller scritto da Frederick Forsyth e pubblicato nel 1972. È stato tradotto in spagnolo, tedesco, francese, polacco e numerose altre lingue.

## Trama
Nel novembre del 1963, poco dopo aver appreso per radio la notizia della morte a Dallas del presidente USA Kennedy, Peter Miller, un giornalista freelance di cronaca nera di Amburgo, segue l'ambulanza che arriva all'appartamento di Solomon Tauber, un ebreo sopravvissuto allo sterminio dell'Olocausto, che si è suicidato. Il poliziotto che segue le indagini, un suo amico, passa a Miller il manoscritto nel quale l'ebreo rievoca la sua tragica esperienza nel campo di concentramento di Riga-Kaiserwald, dove vengono descritti i crimini commessi da Eduard Roschmann, il capitano delle SS che comandava il campo, chiamato il boia di Riga. Miller si risolve così a intraprendere la sua personale caccia all'uomo: la sua attenzione viene richiamata in particolare da quel passaggio delle memorie nel quale Tauber narra di aver assistito all'uccisione di un capitano dell'esercito tedesco, che indossava una decorazione militare insolita, per mano di Roschmann.
Dapprima egli si rivolge all'ufficio del procuratore generale, solo per scoprire che nessuno è disposto a perseguire o ricercare i criminali nazisti. Si rivolge quindi a Simon Wiesenthal, il notissimo 'cacciatore di nazisti', dal quale apprende che i membri delle SS sono o fuggiti dalla Germania o hanno ottenuto documenti falsi per rimanere nella Germania Ovest, reinsediandosi nella vita civile o politica, grazie all'organizzazione segreta denominata con l'acronimo ODESSA, creata prima della sconfitta della Germania nazista con lo scopo di proteggere gli affiliati SS.
Miller viene avvicinato da un gruppo di vigilantes ebrei, legati al Mossad, che sono alla ricerca di criminali di guerra tedeschi e tentano di infiltrarsi nell'ODESSA. Questi chiedono a Miller di introdursi lui stesso nell'ODESSA: egli accetta. Un ex membro delle SS che lavora coi vigilantes lo addestra per farlo passare per un ex sergente delle SS. Miller si reca da un avvocato che lavora per ODESSA e, dopo aver superato un severo scrutinio, gli viene concesso di ottenere un passaporto falso che gli servirà per scappare all'estero.

## Personaggi

### Personaggi principali
- Eduard Roschmann, capitano delle Waffen-SS.
- Klaus Winzer, tipografo falsario.
- Mackensen, sicario dell'ODESSA.
- Peter Miller, giovane giornalista.
- Sigrid Rahn (Sigi), ragazza di cui è innamorato Peter.
- Tauber Salomon, ebreo trovato morto da Karl.
- Werwolf, capo dell'ODESSA.

### Personaggi secondari
- Abdel Hakim Amer, maresciallo egiziano.
- Ali Samir, colonnello egiziano, capo del Mukhabarat (servizi segreti egiziani).
- Anthony Cadbury, ex giornalista inglese corrispondente da Bonn.
- Barbara, domestica di Klaus Winzer.
- Erwin Miller, padre di Peter.
- Esther, moglie di Tauber morta nei campi di concentramento nazisti.
- Eugen Sanger, professore tedesco esperto di aerodinamica, progettazione di testate missilistiche.
- Franz Bayer, procura passaporti falsi per l'ODESSA.
- Hans Hoffmann, uno dei più ricchi editori di periodici della Germania Occidentale.
- Hardy, poliziotto inglese.
- Heinrich Müller, ex capo della Gestapo, 1° ricercato per crimini di guerra dagli uffici politici della Germania Occidentale e di Israele.
- Heinz Memmers, investigatore lavora per ODESSA.
- Heinz Krug, ex sergente delle Waffen-SS, reclutatore degli scienziati.
- Hella, moglie di Eduard Roschmann.
- Hilda, segretaria di Werwolf.
- Isser Harel, ex generale del Mossad (servizi segreti israeliani).
- Joachim Eberhardt, proprietario di un panificio, membro dell'ODESSA.
- Josef Eisig, professore tedesco esperto di aerodinamica, progettazione di testate missilistiche.
- Josef Kramer, criminale di guerra.
- Joseph Goebbels, dottore, lavora al ministero per la propaganda nazista.
- Karl Brandt, ispettore di polizia amico di Peter.
- Kirmayer, professore tedesco esperto di aerodinamica, progettazione di testate missilistiche.
- Kokett, proprietaria del bar dove lavora Sigrid come spogliarellista.
- Martin Bormann, vice di Hitler, 2° ricercato per crimini di guerra.
- Meir Amit, generale del Mossad.
- Olli Adler ragazza di Monaco che aiuta i prigionieri ebrei a Riga.
- Oskar, guardia del corpo di Roschmann.
- Richard Glücks (Ricardo Suertes), ex generale delle Waffen-SS, direttore amministrazione centrale dell'economia del Reich, 3° ricercato per crimini di guerra (dopo Martin e Heinrich).
- Schmidt, giornalista inglese.

## Opere derivate
Nel 1974 il regista Ronald Neame realizzò per il grande schermo il film Dossier Odessa. Protagonista Jon Voight (Peter Miller), Maximilian Schell (Eduard Roschmann) e Shmuel Rodensky (Simon Wiesenthal).

## Edizioni in italiano
- Dossier Odessa, traduzione di Marco Tropea, Collana Omnibus, Milano, Mondadori, I ed. settembre 1973,  p. 350.
- Dossier Odessa, Collana Oscar, Mondadori, 1978.